# Авіаудар по Маріупольському театру
16 березня 2022 року Збройні сили Росії завдали бомбового авіаційного удару по Донецькому драматичному театрі в Маріуполі, і зруйнували його цим ударом. Це відбулося в ході російського повномасштабного вторгнення 2022 року в Україну.
Будівля театру в Маріуполі використовувалася як бомбосховище під час захисту міста. У ньому переховувалися від 500 до 1200 мирних жителів.
Після знищення будівлі росіянами стало відомо, що бомбосховище під театром частково вціліло, з нього було визволено близько 130 людей. За даними Маріупольської міськради, внаслідок бомбардування загинуло близько 300 людей. Видання «Associated Press» у власному розслідуванні дійшло висновку, що загинуло до 600 людей. «Amnesty International» вважало, що жертв було менше.
13 квітня 2022 року в ОБСЄ заявили, що російські військові відповідальні за бомбування театру, назвавши його воєнним злочином. 30 червня «Amnesty International» дійшла такого ж висновку.

## Передумови

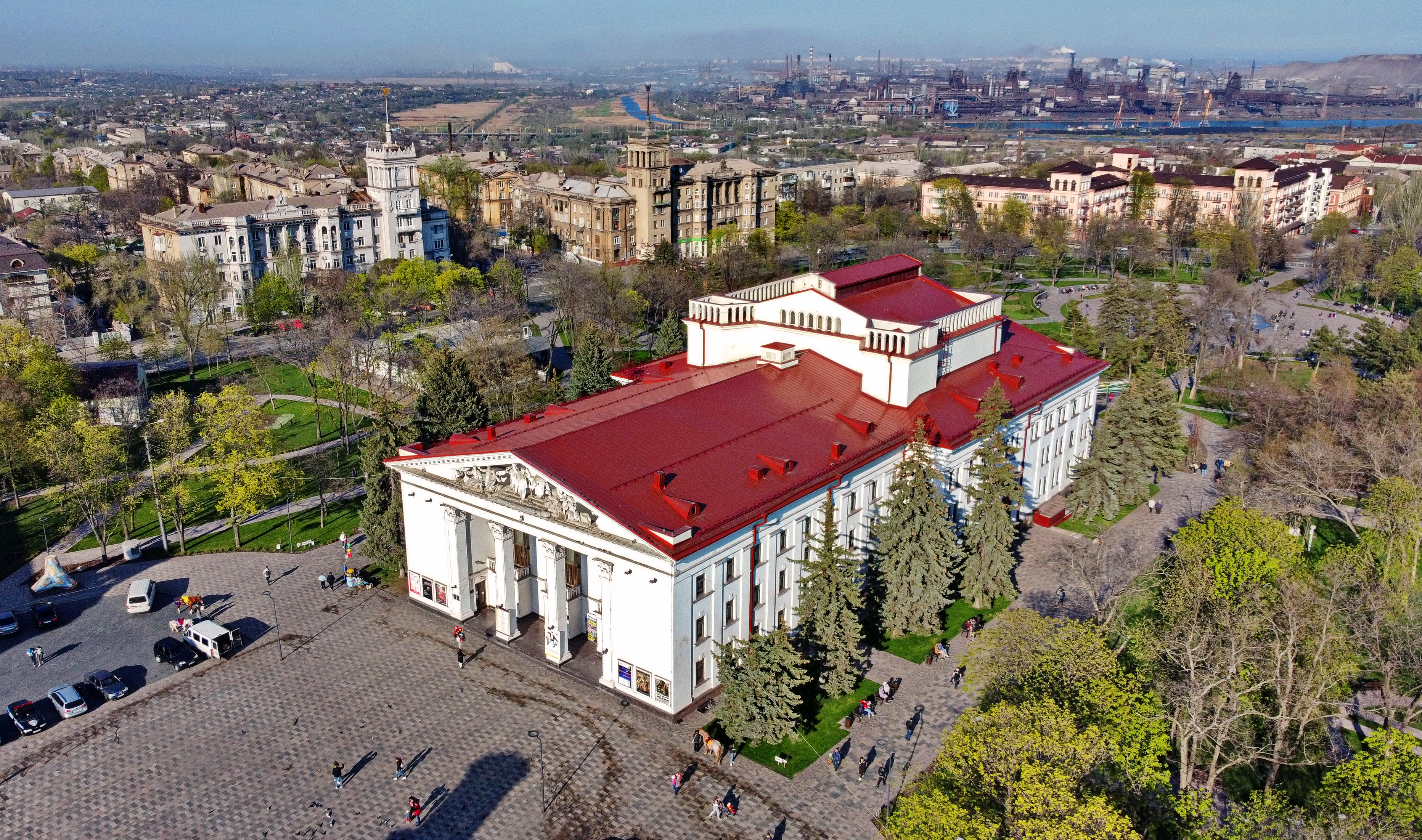
Вигляд театру, до руйнування.

24 лютого збройні сили рф взяли в облогу Маріуполь, що призвело до великих втрат, оскільки місцеві жителі не змогли отримувати їжу, газ та електроенергію. За даними мера Маріуполя, через російські обстріли було зруйновано 80-90% будівель міста.
Театр був одним із багатьох пам'яток української спадщини та культури, знищених під час російського вторгнення з Україну 2022 року.
На відео, оприлюдненому 10 березня 2022 року на YouTube-каналі «AZOV media» було видно, що у театрі переховувалася велика кількість людей, що втратили житло в Маріуполі, для них було організовано харчування. В театрі знайшли прихисток близько 1000 людей. Супутникові знімки театру 14 березня 2022 року показуювали велике слово «Діти», написане російською, у двох місцях близ театру. Це було зроблено з метою позначити його як цивільне авіаукриття, в якому знаходяться діти, а не військові. Представники Маріупольської міськради заявили, що театр був найбільшим бомбосховищем у місті, і на момент нападу в ньому були лише жінки та діти. Human Rights Watch опитали біженців з Маріуполя, які заявили, що за дні, що передували 16 березня, в театрі перебувало від 500 до 800 осіб.

## Атака
16 березня російські війська продовжували обстріли цивільних районів Маріуполя. Артилерія вразила багато місць, включаючи будівлю басейну та автоколонну. Російські бомбардувальники завдали авіаудару по театру, який перетворив будівлю на руїни. Українська влада кваліфікувала це як воєнний злочин.
За різними оцінками у театрі було від 500 до 1200 цивільних. Люди були розміщені на всіх поверхах театру, а також у бомбосховищі. Кількість жертв не була відома станом на 16 березня 2022 року. Бомбосховище у підвалі театру пережило бомбардування. Багато людей опинилися в пастці під палаючими завалами театру, що впав, після атаки, а триваючі обстріли в цьому районі ускладнили зусилля з відновлення.
Депутат українського парламенту від Маріуполя Дмитро Гурін заявив, що рятувальні роботи утруднені через постійні обстріли району з боку російських військ.

## Жертви
Станом на 17 березня 2022 року кількість постраждалих не була відома. Деякі люди вийшли живими 17 березня. До 18 березня було врятовано близько 130 тих, хто вижив.
25 березня 2022 року офіційний представник Маріуполя підтвердив, що в результаті нападу загинули приблизно 300 людей.
Видання Associated Press з посиланням на проведений аналіз слів очевидців, розміри будівлі, тощо, стверджує, що під час авіаудару загинули близько 600 осіб, які ховалися у його приміщеннях та поруч. Зазначається, що удар виявився страшнішим, ніж передбачалося раніше. Внаслідок чого загинуло близько 600 людей усередині та зовні будівлі. Це майже вдвічі більше, ніж зазначено й досі, і багато людей, які вижили, називають ще більшу кількість загиблих.
Усі свідки сказали, що принаймні 100 осіб перебували на польовій кухні неподалік будівлі, і ніхто не вижив. Вони також сказали, що кімнати та коридори всередині будівлі були переповнені приблизно одна людина на кожні 3 м² вільного простору. За оцінками багатьох людей, що вижили, під час авіаудару всередині знаходилося близько 1000 людей. Ті, що вижили в основному вийшли через головний вихід або один бічний вхід; інша сторона та задня частина були зруйновані.
Жителька Маріуполя, яка вціліла після авіаудару по драматичному театрі, розповіла, що за два дні до обстрілу в театрі був перепис людей. За її словами, у театрі було близько 1200 осіб. Виживша повідомила, що до театру завозили вагітних, породіль з пологового будинку, матусь з новонародженими.
Після захоплення міста російськими загарбниками до 20 травня 2022 року ними було розібрано завали зруйнованого театру. Загиблих було поховано під безіменними номерами в братській могилі в селищі Мангуш.

## Реакції
Російська влада заперечує свою відповідальність, натомість звинувачуючи полк «Азов» у плануванні та здійсненні вибуху театру, не надавши доказів.
Міністр культури Італії Даріо Франческіні запропонував допомогу українському уряду, щоб якнайшвидше відбудувати театр.

## Подальші дії
Спогадами про перебування в укритті театру діляться подружжя Євгенія та Сергій Забогонські (портал «Свої. Сіти», канал Юлії Латиніної). Окупантська влада готувала фейкове «розслідування» про бомбардування, для якого збирали «свідків».
У день 16 липня, за 4 місяці після знищення приміщення театру, на площу біля знищеного театру вийшов хлопець з прапором України, а в Ужгороді зіграв першу прем'єру відновлений Донецький академічний драматичний театр — виставу «Крик нації» про життя і долю Василя Стуса у постановці режисерки Людмили Колосович.
16 вересня Донецький академічний драматичний театр поставив в Ужгороді документальну виставу «Маріупольська драма» про знищення будівлі театру (режисер Євген Тищук, автор тексту Олександр Гаврош за споминами акторів, що переховувалися в театрі під час російських обстрілів).
В грудні 2022 року окупаційна влада знесла рештки театру. 28 березня 2023 року стало відомо що наказ про бомбардування Драмтеатру, пологового будинку та дитячої лікарні в Маріуполі віддавав російський полковник Сергій Атрощенко.